# IC 3734
IC 3734 ist eine leuchtschwache Galaxie im Sternbild Coma Berenices am Nordsternhimmel. Sie ist schätzungsweise 303 Millionen Lichtjahre von der Milchstraße entfernt und hat einen Durchmesser von etwa 20.000 Lichtjahren. Gemeinsam mit IC 813 bildet sie ein gravitativ gebundenes Galaxienpaar.
Im selben Himmelsareal befinden sich u. a. die Galaxien IC 3762, IC 3679, IC 3691, IC 3776.
Das Objekt wurde am 27. Januar 1904 von Max Wolf entdeckt.